# Гигантская змеиношейная черепаха
Гигантская змеиношейная черепаха (лат. Chelodina expansa) — вид австралийских змеиношеих черепах (Chelodina). Самый крупный представитель рода.
Длина карапакса самок достигает до 50 см, у самцов до 33,7 см. Верхняя сторона шеи тёмная, нижняя — светлая. Длина черепахи (от хвоста до носа) может достигать 85 см. Исключительно плотоядны. Половой зрелости достигают самцы — 20 см — и самки — 30 см. Период размножения в мае, тогда же откладывают яйца, которые развиваются 6 месяцев (май — сентябрь, австралийская зима) при температуре 18 °C. Южная Австралия от бассейна реки Муррей через Новый Южный Уэльс до Рокгемптона на восточном побережье Квинсленда. Населяет ручьи, пересыхающие в сухой сезон. По суше передвигаются быстро.